# Echis
Echis és un gènere de serps verinoses de la família Viperidae, pròpies de regions seques d'Àfrica, Orient Mitjà, el Pakistan, Índia i Sri Lanka. Tenen una característica actitud d'amenaça, fregant seccions del seu cos per produir un so d'avís.

## Taxonomia
El gènere Echis inclou 12 espècies:
- Echis borkini Cherlin, 1990

- Echis carinatus (Schneider, 1801)
- Echis coloratus Günther, 1878
- Echis hughesi Cherlin, 1990
- Echis jogeri Cherlin, 1990

- Echis khosatzkii Cherlin, 1990
- Echis leucogaster Roman, 1972

- Echis megalocephalus Cherlin, 1990
- Echis ocellatus Stemmler, 1970
- Echis omanensis Babocsay, 2003
- Echis pyramidum (Geoffroy Saint-Hilaire, 1827)
- Echis romani Trape, 2018